# Bボーイ
Bボーイ (B-boy) は、ブレイクダンス (breakin') を踊る男性のこと。ブレイクダンサー (break dancer) と同義語である。女性ならばBガール（B-girl）。

## 歴史
1970年代後半、ニューヨークのブロンクス区などでブロック・パーティが行われ、ここでDJがターンテーブルを回し、ブレイクビーツを流していた。それに合わせて踊る者またはラップの合間 (break) に踊る者を、クール・ハークが「ブレイク・ボーイ (break boy)」あるいは「ビー・ボーイング (B-boying)」と呼んだとされる。また、「ブレイキン・ボーイ (breakin' boy)」、「ビート・ボーイ (beat-boy)」と呼んだという説や、ブレイクビーツに合わせて踊ることから同様に呼んだという説もある。

## 呼称について
「B」は「black」や「bad」などの意味はない。Bボーイの服装はお洒落だとして関心を持たれ、「Bボーイ・スタイル」として注目されたことが誤って伝わり、日本やヨーロッパ等ではヒップホップ系ファッションをしている人やそのような服装、「ヒップホップ愛好者」のことを指すと多くの人が認識している。日本では、ヒップホップ系ファッションをB系という場合がある。
日本で初めてBボーイと呼ばれたのは、CRAZY-Aとされる。